# 三岔子林业局
三岔子林业局是一个位于中华人民共和国吉林省白山市江源区的类似乡级单位，亦是中国吉林森林工业集团所属的一个林业局。
三岔子林业局位于长白山西南麓，1946年建局，经营面积22.3万公顷，有林地面积20.7万公顷，森林总蓄积2474万立方米，森林覆盖率92.9%。

## 行政区划
三岔子林业局下辖以下单位：
那尔轰林场、新胜林场、景山林场、三道湖林场、白江河林场、龙湾林场、三岔子林场、景山苗圃。